# 2768 Gorky
2768 Gorky eller 1972 RX3 är en asteroid i huvudbältet som upptäcktes den 6 september 1972 av den sovjetisk-ryska astronomen Ljudmila Zjuravljova vid Krims astrofysiska observatorium på Krim. Den har fått sitt namn efter den ryske författaren Maksim Gorkij.
Asteroiden har en diameter på ungefär 8 kilometer och den tillhör asteroidgruppen Matterania.